# Lamidorcadion annulipes
Lamidorcadion annulipes là một loài bọ cánh cứng trong họ Cerambycidae.